# Cantón de Signy-le-Petit
El cantón de Signy-le-Petit era una división administrativa francesa, que estaba situada en el departamento de Ardenas y la región de Champaña-Ardenas.

## Composición
El cantón estaba formado por nueve comunas:
- Auge
- Auvillers-les-Forges
- Brognon
- Éteignières
- Fligny
- La Neuville-aux-Joûtes
- Neuville-lez-Beaulieu
- Signy-le-Petit
- Tarzy

## Supresión del cantón de Signy-le-Petit
En aplicación del Decreto nº 2014-203 de 21 de febrero de 2014, el cantón de Signy-le-Petit fue suprimido el 22 de marzo de 2015 y sus 9 comunas pasaron a formar parte del nuevo cantón de Rocroi.